# 天主教瑪麗安希爾教區
天主教瑪麗安希爾教區（拉丁語：Dioecesis Collis Mariae seu Mariannhillensis）是南非一個羅馬天主教教區，屬德班總教區。

## 歷史
教區是由一座熙篤會修道院開始，1921年9月10日設立宗座代牧區，1951年1月11日升為教區。

## 現況
教區範圍包括夸祖魯-納塔爾省中南部，2004年有教友284,400人（佔轄區總人口15.6%）、四十三個堂區、六十一名司鐸。現任教區主教為庇護·姆倫吉西·德倫瓜納。